# Banawá (llengua)
El banawá (també Banauá, Banawá-Yafí, Banavá, Jafi) és una llengua que pertany a la família Arawá, parlada per les 207 persones del poble banawá. a l'Estat de l'Amazones (Brasil) als marges del riu Purus.
Amb gran part del vocabulari i la comprensió mútua similars, trets culturals similars significatius i intenses relacions intergrupals, el banawá es considera un subgrup del jamamadí, que viuen al sud dels banawá.

## Fonologia
Les tables presenten els fonemes del banawá.

### vocals
|         | Anterior | Central | Posterior |
| ------- | -------- | ------- | --------- |
| tancada | i i      |         |           |
| Mitjana | e e      |         | o o       |
| Oberta  |          | a a     |           |

### Consonants
|           |           | Bilabial | Dental | Palatal | Velar | Glotal |
| --------- | --------- | -------- | ------ | ------- | ----- | ------ |
| Oclusiva  | Sorda     |          | t t    |         | k k   |        |
| Oclusiva  | Sorda     | b b      | d d    | j ɟ     |       |        |
| Fricativa | Fricativa | f ɸ      | s s    |         |       | h h    |
| Nasal     | Nasal     | m m      | n n    |         |       |        |
| líquida   | líquida   |          | r r    |         |       |        |
| Semivocal | Semivocal | w w      |        |         |       |        |